# Kjell Roar Kaasa
Kjell Roar Kaasa (ur. 15 marca 1966) – norweski piłkarz występujący na pozycji napastnika.

## Kariera
Kaasa karierę rozpoczynał w Drangedal IL. Następnie grał w drużynach Kjosen, Bøler IF oraz Skeid Fotball, a w 1992 roku został graczem pierwszoligowego Kongsvinger IL. W sezonie 1992 z 17 bramkami na koncie został królem strzelców pierwszej ligi norweskiej, a z zespołem wywalczył wicemistrzostwo Norwegii.
W 1993 roku odszedł do Lyn Fotball. Spędził tam sezon 1993, a potem przeniósł się do Rosenborga, z którym w sezonie 1994 zdobył mistrzostwo Norwegii. W latach 1995–1996 grał w Stabæk Fotball, a w 1997 roku został graczem drugoligowej Vålerenga Fotball, ale w sezonie 1997 awansował z nią do pierwszej ligi.
W 1999 roku Kaasa ponownie przeszedł do drugoligowego Lyn Fotball. Grał też w drużynach Follo FK, Skeid Fotball (oldboje), Oslo Øst oraz Manglerud Star. W 2008 roku zakończył karierę.